# الاستفتاء النووي الإيطالي (1987)
استفتاء الطاقة النووية الإيطالي في نوفمبر 1987 شمل ثلاث قضايا:
- إلغاء القوانين التي يمكن للجنة المشتركة بين الوزارات للتنظيم الاقتصادي من خلالها تحديد مواقع بناء المحطات النووية، عندما لا تقوم المناطق بذلك في الوقت الذي ينص عليه القانون 393.
- إلغاء مكافآت البلديات التي ستبنى في أراضيها مصانع طاقة نووية أو تلك التي تعمل على الفحم.
- إلغاء القوانين تسمح لشركة إنيل بالمشاركة في الاتفاقات الدولية لبناء و إدارة محطات الطاقة النووية.